# Ben Pattison
Pour les articles homonymes, voir Pattison.
Ben Pattison (né le 15 décembre 2001 à Frimley) est un athlète britannique, spécialiste du 800 mètres.

## Biographie
Il remporte la médaille d'argent du 800 m lors des championnats d'Europe juniors 2019, derrière son compatriote Oliver Dustin.
En 2022, il porte son record personnel à 1 min 44 s 60 à Manchester. Il remporte la médaille de bronze du 800 m des Jeux du Commonwealth à Birmingham, devancé par le Kényan Wyclife Kinyamal et l'Australien Peter Bol. Peu après, il se classe 6e des championnats d'Europe à Munich.
Le 23 juillet 2023 à Londres, il améliore son record personnel en réalisant le temps de 1 min 44 s 02. Aux championnats du monde 2023 à Budapest, Pattison se classe troisième de la finale du 800 m (1 min 44 s 83) derrière le Canadien Marco Arop et le Kényan Emmanuel Wanyonyi, succédant 36 ans après à son compatriote Peter Elliott, seul médaillé britannique sur cette distance, en 1987 à Rome.
En 2024 il devient le 2e meilleur performeur britannique sur 800 m après Sebastian Coe, lorsqu'il prend la 5e place du meeting Herculis de Monaco en 1 min 42 s 27.

## Palmarès
| Date | Compétition                   | Lieu       | Résultat | Épreuve | Temps         |
| ---- | ----------------------------- | ---------- | -------- | ------- | ------------- |
| 2019 | Championnats d'Europe juniors | Borås      | 2e       | 800 m   | 1 min 50 s 68 |
| 2022 | Jeux du Commonwealth          | Birmingham | 3e       | 800 m   | 1 min 48 s 25 |
| 2022 | Championnats d'Europe         | Munich     | 6e       | 800 m   | 1 min 45 s 63 |
| 2023 | Championnats du monde         | Budapest   | 3e       | 800 m   | 1 min 44 s 83 |

## Records
| Épreuve | Temps         | Lieu   | Date            |
| ------- | ------------- | ------ | --------------- |
| 800 m   | 1 min 42 s 27 | Monaco | 12 juillet 2024 |